# Jack Hurst
George John Hurst (27 tháng 10 năm 1914 — tháng 2 năm 2002) là một cầu thủ bóng đá người Anh thi đấu ở vị trí trung vệ.

## Sự nghiệp
Vào tháng 5 năm 1933, Hurst kí hợp đồng với Bolton Wanderers từ Lever Bridge Juniors. Hurst có 60 trận tại Football League cho Bolton, ghi 2 bàn thắng. Một phần thời gian Hurst bị gián đoạn do Thế chiến thứ II. Hurst, cùng 16 cầu thủ Bolton khác, gia nhập 53rd (Bolton) Field Regiment. Trong thời gian Hurst ở Thế chiến thứ II, con trai duy nhất của ông mất trong một vụ nổ và bản thân Hurst bị điếc trong Trận Monte Cassino. Vào tháng 2 năm 1947, Hurst gia nhập Oldham Athletic, có 98 lần ra sân. Năm 1951, Hurst gia nhập Chelmsford City, trước khi giải nghệ vào cuối mùa.